# Angelana 1930
L'Associazione Sportiva Dilettantistica Angelana 1930, meglio conosciuto come Angelana e in passato come Assisi Angelana, è una società calcistica italiana con sede a Santa Maria degli Angeli, frazione di Assisi (PG). La squadra milita in Eccellenza Umbria e disputa le gare interne nell'impianto comunale intitolato dal 1996 a Giuseppe Migaghelli. Pur non essendo mai riuscita ad approdare tra i professionisti, l'Angelana vanta 13 apparizioni in Serie D (tre nel quarto livello del campionato italiano di calcio) e numerose altre nella massima categoria regionale.
Nel 1986, e fino al 1994, la società si fuse con l'Associazione Sportiva Assisi, cambiò nome e colori sociali che divennero giallo-rosso-blu e la sua sede venne spostata nel capoluogo; nel 1988-1989, con la denominazione di Football Club Assisi Angelana, sfiorò di un solo punto la promozione in Serie C2. La società è stata rifondata nel 2004 acquisendo il titolo sportivo dello Sporting Bastia.

## Storia
Le origini dell'Angelana risalgono agli anni trenta o, in alcuni documenti, addirittura al 1924; la società si sarebbe dovuta chiamare Santamaria in onore della basilica che dà il nome all'omonima e popolosa frazione del comune di Assisi ma non fu possibile adottare questa denominazione perciò si decise di chiamarla Associazione Sportiva Angelana.
Le attività rimasero prevalentemente amatoriali sino agli anni cinquanta quando l'Angelana si insediò nel massimo campionato regionale (chiamato dapprima Promozione poi Campionato Dilettanti poi Prima Categoria) ottenendo anche piazzamenti importanti come i due secondi posti nel 1957-1958 e nel 1960-1961. Nel 1964 l'Angelana si trasferì nel nuovo impianto comunale che successivamente sarà chiamato Maratona e dopo ancora verrà intitolato a Giuseppe Migaghelli.
Nel 1967-1968 i giallorossi vinsero il campionato piazzandosi davanti al favorito Gubbio (che solo una decina d'anni prima militava in Serie B) e conquistarono la loro prima promozione in Serie D. Dopo un primo campionato concluso in 6ª posizione, nel 1969-1970, si classificarono terzultimi a pari punti con il Sansepolcro ma vennero retrocessi per differenza reti. Immediatamente risaliti in Serie D, vennero nuovamente retrocessi nella stagione seguente, campionato che conclusero in ultima posizione.
Sprofondata successivamente in Seconda Categoria, l'Angelana si rialzò sul finire degli anni settanta quando, grazie a due promozioni consecutive, riuscì a ritornare in Serie D. Gli umbri riuscirono a mantenere la categoria (che nel 1981 prese il nome di campionato Interregionale) per cinque stagioni dando vita a combattuti derby con l'Assisi, la principale squadra del capoluogo. Nel 1983-1984, tuttavia, si classificarono in penultima posizione e furono retrocessi in Prima Categoria.
Nel 1986 l'allora presidente Giovanni Aristei acconsentì alla fusione con l'Associazione Sportiva Assisi che militava in Serie D. La sede fu spostata dalla frazione al capoluogo, la ragione sociale mutò in Football Club Assisi Angelana e i colori sociali divennero il giallo-rosso-blu, sintesi del giallo-rosso della vecchia Angelana e del rosso-blu dell'Assisi. In questa nuova veste la società disputò quattro campionati consecutivi d'Interregionale arrivando, nel 1988-1989, a mancare di un solo punto la promozione in Serie C2 che andò al Ponsacco. Dopo la retrocessione in Promozione l'anno seguente, l'Assisi-Angelana collezionò altre due retrocessioni in pochi anni che fecero sprofondare il club fino al terzo livello regionale.
Cambiato nuovamente nome in Società Sportiva Nuova Angelana, la società cominciò una paziente risalita che portò, nel 2001-2002, i giallorossi a riconquistare la promozione in Serie D, con al timone il presidente Betti. Le due nuove retrocessioni consecutive in Eccellenza e Promozione decretarono la fine del sodalizio. Successivamente si formò un'altra società che acquisì il titolo dello Sporting Bastia e assunse la denominazione di Sporting Angelana, capeggiata da Lucio Tarpanelli e da Candido Cristofani, poi cambiata nell'attuale Associazione Sportiva Dilettantistica Angelana 1930.

## Colori e simboli
I colori ufficiali dell'Angelana sono il giallo e il rosso, ma dal 1986 al 1984, in conseguenza della fusione con l'Assisi che aveva i colori sociali rosso e blu, assunse temporaneamente i 3 colori giallo-rosso-blu.

## Organigramma societario
- Lucio Tarpanelli e  Nilo Della Nave - Presidente
- Simone Tarpanelli - Direttore generale

## Allenatori
- 1930-1969 ?
- 1969-1971  Antonio Angelillo ()
- 1971-1972  Elio Grassi
- 1972-1973 ?
- 1973-1974  Piero Grasselli
- 1974-1975  Gianni Troiani
- 1975-2007 ?
- 2007-2010  Sandro Crivelli
- 2010-2016 ?
- 2016-2017  Sandro Crivelli
- 2017-oggi ?

## Palmarès

### Competizioni regionali
- Coppa Italia Dilettanti Umbria: 1

2021-2022
- Eccellenza: 1

2001-2002
- Promozione: 2

1978-1979, 2009-2010 (girone B)
- Prima Categoria: 3

1967-1968, 1970-1971, 1995-1996
- Seconda Categoria: 1

1977-1978

## Statistiche e record

### Partecipazione ai campionati
A partire dal 1953-1954, l'Angelana ha disputato 54 tornei compresi 13 campionati nazionali, di cui tre quando la categoria rappresentava il quarto livello del campionato italiano di calcio (prima dello smembramento della Serie C in Serie C1 e C2).
| Livello | Categoria                 | Partecipazioni | Debutto   | Ultima stagione | Totale |
| ------- | ------------------------- | -------------- | --------- | --------------- | ------ |
| 4º      | Serie D                   | 3              | 1968-1969 | 1971-1972       | 3      |
| 5º      | Serie D                   | 3              | 1979-1980 | 2002-2003       | 10     |
| 5º      | Campionato Interregionale | 7              | 1981-1982 | 1989-1990       | 10     |